# ابراهیم نصیر
ابراهیم نصیر (به مالدیوی: އިބްރާހިމް ނާޞިރު ރަންނަބަނޑޭރި ކިލޭގެފާނު}}؛ ۲ سپتامبر ۱۹۲۶ – ۲۲ نوامبر ۲۰۰۸) سیاست‌مدار اهل مالدیو بود. وی از ۱۱ نوامبر ۱۹۶۸ تا ۱۱ نوامبر ۱۹۷۸ رئیس‌جمهور  این کشور بود.
ابراهیم نصیر در ۲۲ نوامبر ۲۰۰۸، در سن ۸۲ سالگی در سنگاپور درگذشت.